# KMHA
Koordinaten: 47° 44′ 23″ N, 102° 43′ 24″ W
KMHA ("Alternative 91") ist ein US-amerikanischer Radiosender in North Dakota im Besitz der Fort Berthold Communications Enterprises. Der Sender mit einer Leistung von 97 kW ERP befindet sich in New Town,  Mountrail County. Die Antenne befindet sich 130 Meter über Grund auf einem 90 Meter hohen Mast und so kann das Signal das gesamte Gebiet der Fort Berthold Indianer Reservation abdecken. KMHA sendet auf UKW 91, 3 MHz.
KMHA ist das amtliche Rufzeichen, buchstabenweise gesprochen, ausgegeben von der amerikanischen Fernmeldebehörde Federal Communications Commission (FCC). MHA steht für Mandan, Hidatsa, Arikara den drei Indianer-Stämmen die das Reservat bewohnen. Das Motto der Station lautet The Voice for Mandan, Hidatsa and Arikara Nation.